# San Martín de Berberana
San Martín de Berberana es un despoblado del municipio de Agoncillo, en La Rioja (España). Se sitúa en la margen derecha del río Ebro. En este lugar se han encontrado restos arqueológicos de la cultura de los berones. Algunos autores han identificado a San Martín de Berberana como la población berona de Barbariana.

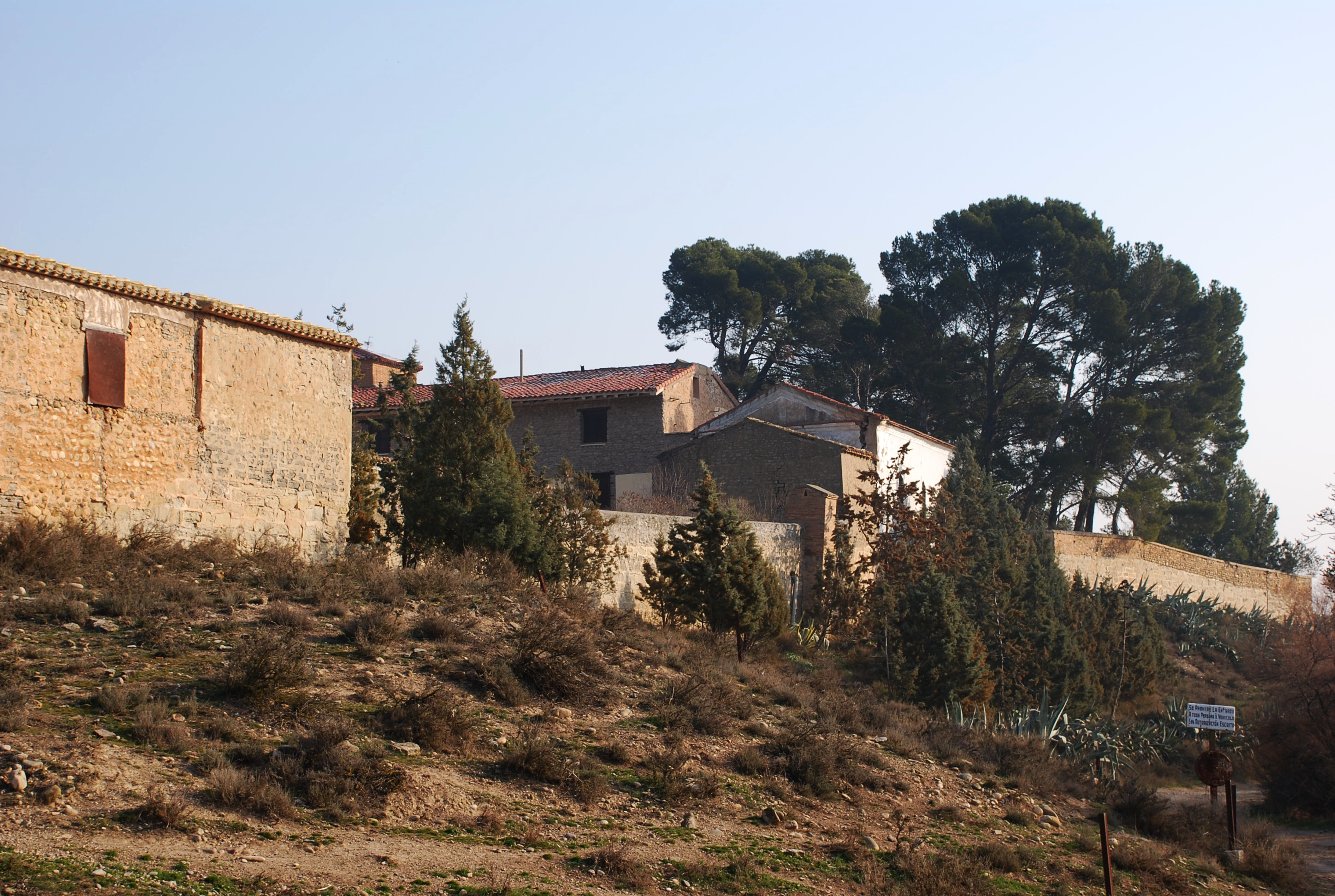
San Martín de Berberana.